# Anchocoema moricata
Anchocoema moricata är en insektsart som beskrevs av Cândido Firmino de Mello-Leitão 1939. 
Anchocoema moricata ingår i släktet Anchocoema och familjen Proscopiidae. Inga underarter finns listade i Catalogue of Life.